# Septembre 1992

## Événements
- 4 septembre : multipartisme à Djibouti.
- 6 septembre : Rachid Solh organise les premières élections législatives au Liban depuis 1972.
- 7 septembre : naissance de France Télévision. Antenne 2 devient France 2 et FR3 devient France 3.
- 13 septembre (Formule 1) : Grand Prix automobile d'Italie.
- 16 septembre : crise monétaire en Europe.
- 17 septembre : dévaluation de la lire de 3,5 % tandis que les autres monnaies du Système monétaire européen sont réévaluées de 3,5 %.
- 20 septembre : référendum sur le traité de Maastricht en France.
- 22 septembre : 
  - la République fédérale de Yougoslavie (Serbie-Monténégro) est exclue de l’Assemblée générale des Nations unies;
  - en France, crue de l'Ouvèze (42 morts et 5 disparus dont la majorité à Vaison-la-Romaine).
- 27 septembre (Formule 1) : Grand Prix automobile du Portugal.
- 28 septembre : début des émissions d'Arte, chaîne de télévision généraliste franco-allemande.
- 29 septembre : au Brésil, procédure de destitution du président Fernando Collor de Mello, accusé de corruption financière.

## Naissances
- 4 septembre : Layvin Kurzawa, footballeur français.
- 9 septembre : Damian McGinty, chanteur irlandais.
- 11 septembre : Maria Gabriela de Faria, actrice, styliste, chanteuse vénézuélo-portugaise.
- 12 septembre : Giannelli Imbula, footballeur international congolais.
- 14 septembre :
  - Connor Fields, coureur cycliste américain.
  - Nick Hagglund, joueur de soccer américain.
  - Laurent Henkinet, footballeur belge.
  - Kirsten Knip joueuse néerlandaise de volley-ball.
  - Henriette Koulla, joueuse camerounaise de volley-ball.
  - Ryan MacAnally, coureur cycliste australien.
  - Renê (Renê Rodrigues Martins dit), footballeur brésilien.
  - Cassie Sharpe, skieuse acrobatique canadienne spécialiste de half-pipe.
  - Karl Toko-Ekambi, footballeur franco-camerourais.
  - Danielle Williams, athlète jamaïcaine, spécialiste du 100 mètres haies.
  - Zico (Woo Ji-Ho dit), rappeur, producteur, auteur-compositeur interprète sud-coréen.
- 15 septembre : Camélia Jordana, chanteuse et actrice française.
- 16 septembre : Nick Jonas, acteur, chanteur, guitariste, pianiste et batteur américain.
- 20 septembre : Ondřej Balvín, basketteur tchèque.
- 22 septembre : Chen (Kim Jong-dae dit), chanteur, danseur et parolier sud-coréen, membre du boys band EXO.
- 23 septembre :
  - Xantal Giné, joueuse de hockey sur gazon espagnole.
  - Louis Laurent, judoka et samboïste français.
  - Oğuzhan Özyakup, footballeur turc.
  - Ayonika Paul, tireuse sportive indienne.
- 24 septembre : Mory Sacko, chef cuisinier français.
- 26 septembre : Vincent Limare, judoka français.
- 30 septembre : Ezra Miller, acteur américain.

## Décès
- 8 septembre : Donald Guthrie, théologien britannique du Nouveau Testament (°21 février 1916).
- 21 septembre : Bill Williams, acteur américain (° 21 mai 1915).
- 27 septembre : Jacques-Paul Martin, cardinal français de la curie romaine (° 26 août 1908).